# Schloss Königshof

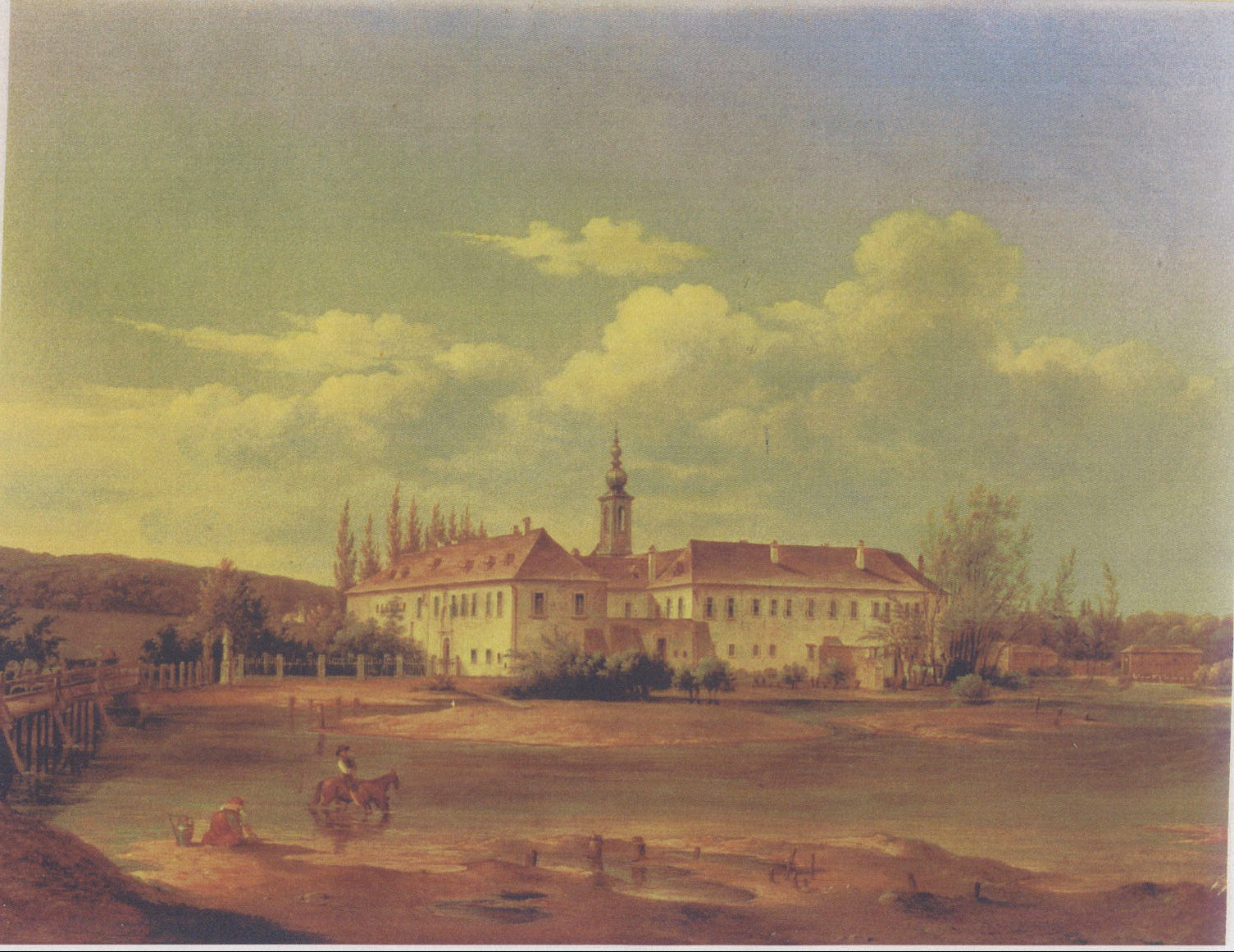
Königshof, Gemälde von Theodor Festorazzo (1800–1862)

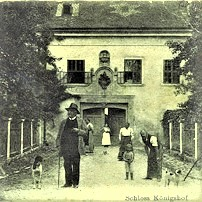
Grußkarte von Königshof um 1900

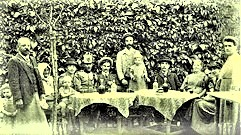
Auf derselben Grußkarte

Das Schloss Königshof (ungarisch: Királyudvar, lateinisch: Aula regia) in Kaisersteinbruch war bis 1912 das Verwaltungszentrum der ungarischen Besitzungen des Stiftes Heiligenkreuz. Im Anschluss daran kam es in den Besitz des Österreichischen Bundesschatzes und in Eigenverwaltung der Heeresökonomie Königshof. Das Schloss befindet sich seit 2010 im Privatbesitz und wird seither stückweise restauriert.

## Römisches Castrum

Oberst Groller

In der Nähe der Kapellenruine auf der Klosterwiese westlich Kaisersteinbruch leitete der Archäologe und Oberst Maximillian Groller von Mildensee 1903 im Auftrag des Altertumsvereines „Carnuntum“ Ausgrabungen, die bestätigten, dass sich hier Wohnräume der Zisterzienser befunden haben. Der Altertumsverein ließ hier Grabungen veranstalten, weil man vermutete, dass an dieser Stelle ein römisches Castrum bestanden habe. Die Vermutungen bestätigten sich, denn es fanden sich Baureste mit einem gut erhaltenen Hypocaustum (Heizanlage). Erwiesenermaßen führte hier die Straße der Römer vorbei, welche von Carnuntum am Seeufer über Winden, Eisenstadt nach Ödenburg (Scarabantia) führte. Zum Zwecke der Überwachung dieser Straße wurde dieser römische Gutshof (Herrenhaus) errichtet, der Ähnlichkeiten mit dem Eisenstädter Herrenhaus auf den Gölbesäckern zeigt. Es war ein befestigtes Lager für die Wachsoldaten.

## Epitaphe

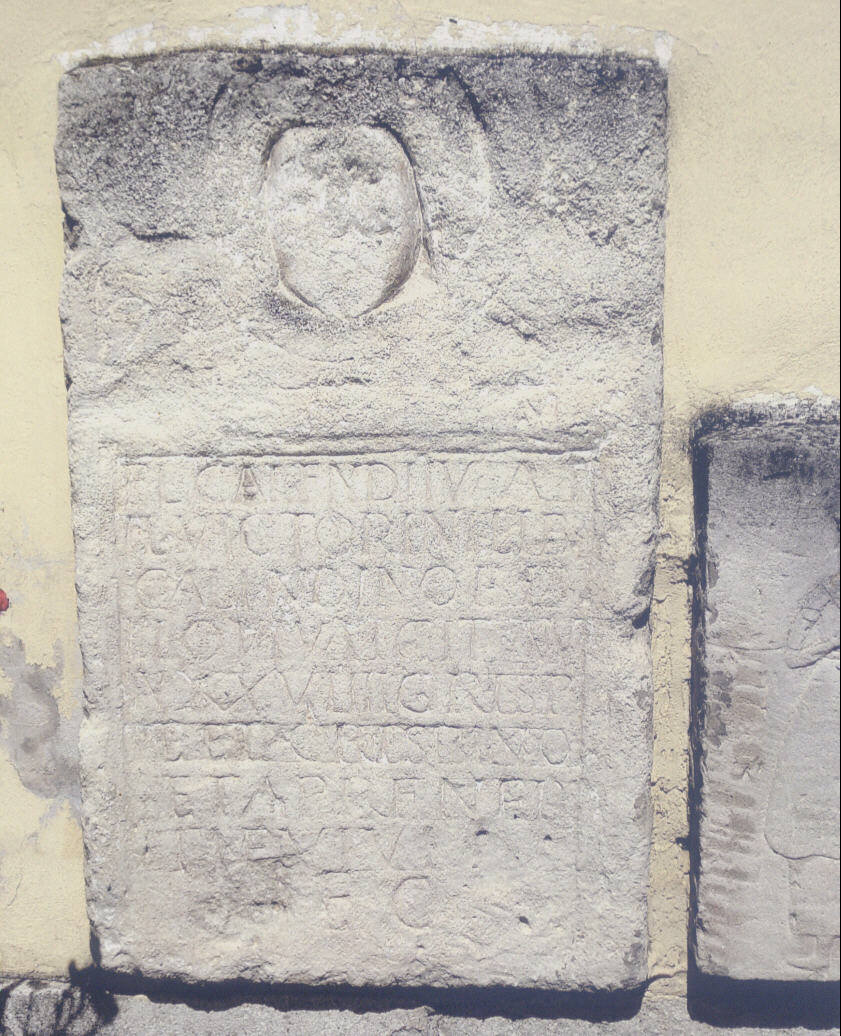

Die römische Stadt Ulmus befand sich in Oberpannonien, sie wird in der Tabula Peutingeriana, einer römischen Straßenkarte erwähnt. Groller vermutete sie bei Königshof. Nach ihrer genauen Lage wird noch heute geforscht.
Dieser Ort befindet sich auf dem Truppenübungsplatz Bruckneudorf-Kaisersteinbruch, daher besteht ein Grabungsverbot.

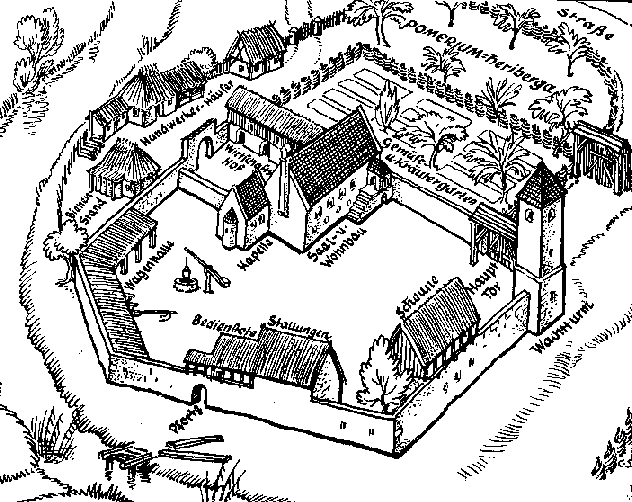
Schema eines fränkischen Königshofes

Letztes gotisches Fenster der Ruine

## Fränkischer Königshof
In karolingischer Zeit wurde quer durch die römischen Grundmauern ein Erdkastell von 109 × 130 m angelegt, ein mit Eckturm und Verschanzungen befestigter Königshof, wie er den Kaisern, die noch über keine feste Residenz verfügten, bei ihren Reisen im Reiche als Quartier und Verpflegungsstätte diente. Später ging das Gebiet in den Besitz der ungarischen Könige über.
Solche Königshöfe, die keine militärische Notwendigkeit mehr besaßen, wurden vielfach der Kirche übergeben.

## Ödes Kloster
Der Landstrich zwischen Leitha und dem Nordufer des Neusiedler Sees wurde 1203 von König Imre dem Stift Heiligenkreuz als Kolonisationsgebiet zugewiesen. Dieser, beinahe das ganze Gemeindegebiet von Kaisersteinbruch umfassende Grundbesitz war einst das Jagdrevier ungarischer Könige. Das Jagdschloss selbst lag damals auf einer Anhöhe beim so genannten Öden Kloster und wurde kurz Königshof benannt. Es sollte unverkäuflich sein und nur der höheren Ehre Gottes und dem Wohle der Untertanen dienen. „Wir verleihen für ewige Zeiten dem Kloster Heiligenkreuz den Landstrich, welchen einst die Bissener besessen hatten.“
Abt Clemens Schäffer bestimmte 1673 monatliche Messen und Seelenämter für die größeren Wohltäter des Stiftes Heiligenkreuz. Im July für Emerik, König von Ungarn, welcher im Einverständnisse mit seiner Gemahlin Konstanze von Aragón dem Stift das Gut Königshofen gab.
Das Kloster war durch Stiftungen in Ungarn reicher begütert als in Österreich, so erwog es 1206 bis 1209 eine Übersiedlung nach Westungarn. Die Mönche formten getreu ihrer Ordensregel „ora et labora“ („bete und arbeite!“) die damals um den Neusiedler See herrschende Wildnis zu einer Kulturlandschaft um. Tatarenzerstörungen sind für die Zeit um 1300 dokumentiert (1272, 1317). Die großangelegte Königshofer Kirche blieb unvollendet. Von dieser Anlage stammen sechs Joch des Langhauses ohne Querhaus und Ostchor.

### Urkundlich erwähnte Mönche des Stiftes Heiligenkreuz in Königshof
Als Konverse in dieser Grangie sind 1239 und 1248 die Brüder Ulrich, Wulfing, Konrad Suevus und Heinrich urkundlich genannt. Das dortige Leben bezeugen die Hofmeister Rudolf (1278, 1285), Thomas (1326), Seyfried (1338), Dietrich (1348), Leopold (1352), Albert (1366) und Andreas (1371, 1372). Die Königshofer Mühle errichteten die Zisterzienser, diese wird in einer Urkunde des Jahres 1285 erstmals erwähnt.
Die bruchsteingemauerte Kapellenruine aus dem 14. Jahrhundert mit Fenstern und Strebepfeilern sowie Grundfesten einer dritten Anlage, die das Erdkastell zum Teil ausnützte, gehörten zu einem Klosterbau, den die Zisterzienser von Heiligenkreuz zu errichten begannen. Dieser alte Königshof wurde 1529 von den Türken zerstört, auch die daneben liegende Ansiedlung beim Waldbruch ausgeplündert und niedergebrannt. Einer größeren Anzahl der Bewohner gelang es, in den Einsiedlerbruch zu flüchten. Das Stift geriet in solche Not, dass Abt Johann V. 1531 das Gut auf 50 Jahre verpfändete. In dieser Zeit verfiel die Niederlassung bis auf die erwähnte Kirchenruine.

### Klause beim Öden Kloster
Beim Öden Kloster bei Kaisersteinbruch gab es eine Einsiedelei, die mit dem Stift Heiligenkreuz in Verbindung stand. Der jeweilige Eremit wurde von der Abtei mit Lebensmitteln und Brennmaterial versorgt.
Die Klause erbaute Johann Baptist Regondi. Sie befand sich in der Nähe einer Johanneskapelle, in der jährlich einige Male Messen gefeiert wurden. Nach der Aufhebung der Eremiten unter Joseph II. ließ sich in der Klause ein alter Mann nieder, ein Bettler, der dort mit seinem Weibe hauste.

## Königshof bei Wilfleinsdorf – Aula Regia

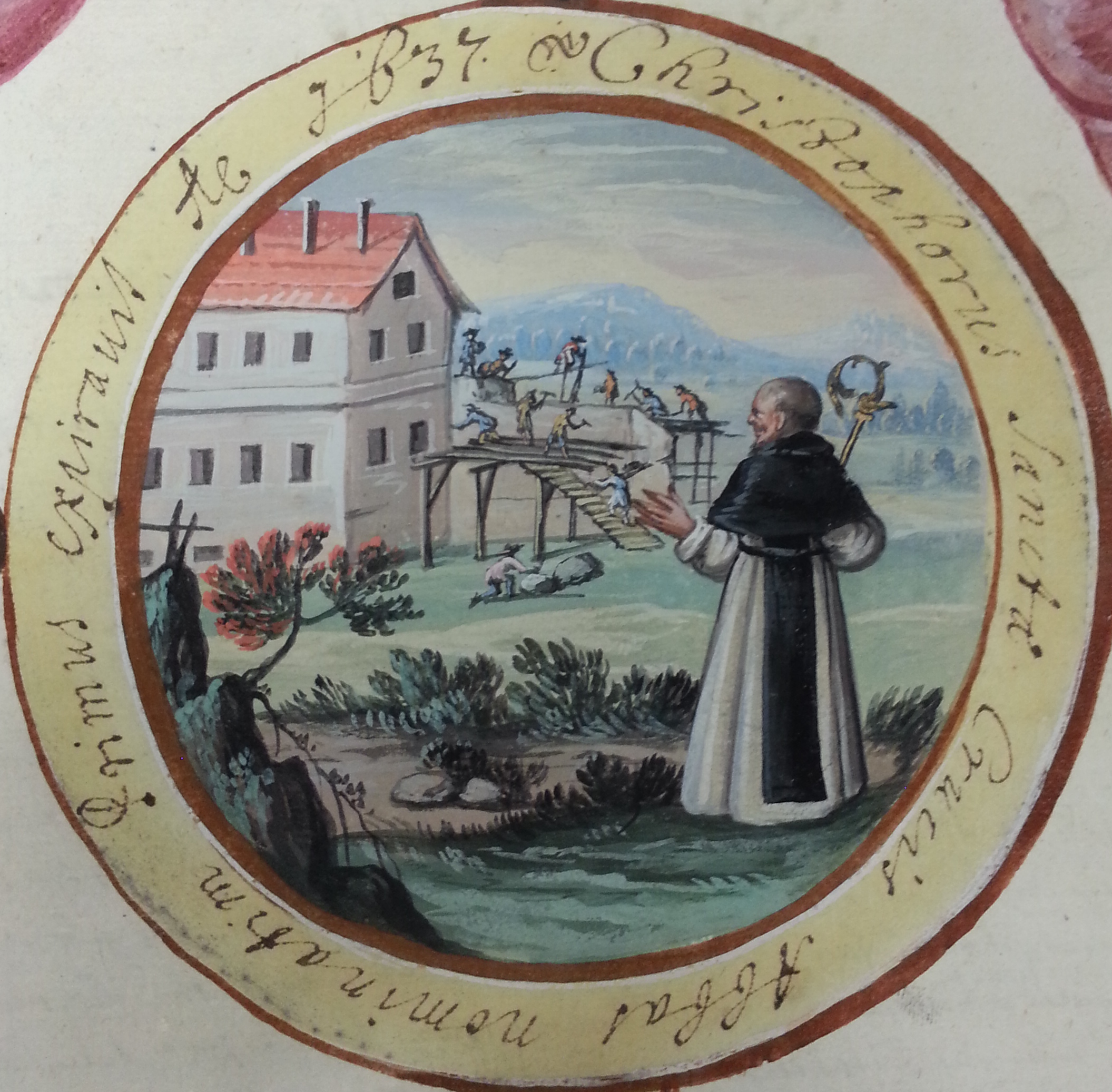
Abt Christoph Schäffer als Bauherr

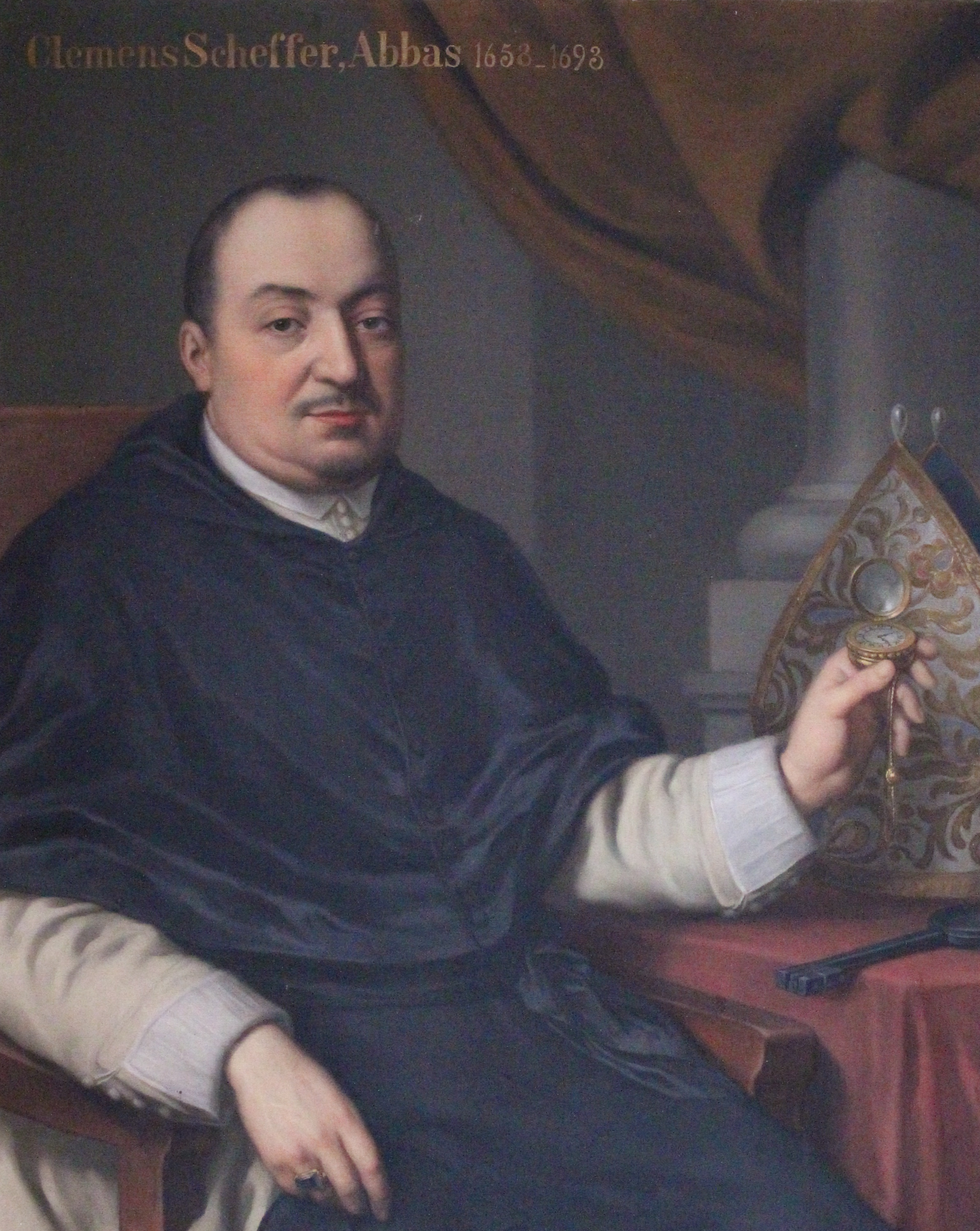
Abt Clemens Schäffer

Das heutige Königshof wurde Anfang des 17. Jahrhunderts in der Nähe der Mühle bei Wilfleinsdorf am Leithaufer erbaut. Es wurde als schlossartiger Gutshof neu errichtet, und schon 1621 von den Aufständischen Bethlen Gábors verbrannt und verwüstet.

### Turmuhr
Abt Christoph Schäffer (1614–1637) bestellte für Königshof am 16. Dezember 1636 beim Uhrmacher Martin Schmidt in Mödling eine mit vier Zifferblättern zu versehende Turmuhr zu 180 Gulden.

### Kastner
Als historische Verwaltungsbeamte, die Kastner, sind überliefert:
Johannes Loher, Schneider  1617–1620; Vitus Mayr 1669–1673
Ignaz Frisch, Sattler 1693–1695; Jakob Gegenberger, Schuster 1695–1698
Christoph Schmidt 1698–1700; Ignaz Frisch 1709–1717 nach 1721 nochmals
Sebastian Siebenbürger 1735–1736 (†) in Steinbruch begraben; Andreas Maystaller 1765–

### Dreifaltigkeits-Kapelle
Abt Clemens Schäffer (1658–1693) beauftragte 1676 den Bau der großen Dreifaltigkeits-Capelle im Schloss Königshof. Den Altar lieferte Thomas Rueff, Hof-Tischler von Wien, am 30. Juni, die Statuen des hl. Benedict und Bernard fertigte der Bildhauer Georg Niclas Mayr. Auf den Altar kamen ein großes und ein kleines Bild, für welche der Maler Matthäus Managetta am 16. Oktober 60 Gulden bekam.
Neuerlich wurde der Gutshof 1683 von den Türken ausgeplündert und verheert. Kaum wiederhergestellt, fügten ihm 1703 umherstreifende Kuruzzen schweren Schaden zu.
Abt Gerhard Weixelberger (im Amt 1705–1728) ließ die Schäden beheben. Sein Wappen befindet sich über dem Hauptportal des Gebäudes. Seine Beziehung zu Königshof ging auf die Zeit von 1693 bis 1696 zurück, als er Pfarrverweser im Bereich des Steinbruchs war.

### Stiftsverwaltung im Schloss Königshof einst und heute

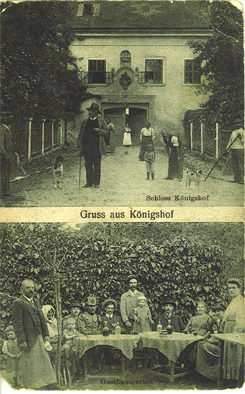
Königshof um 1900
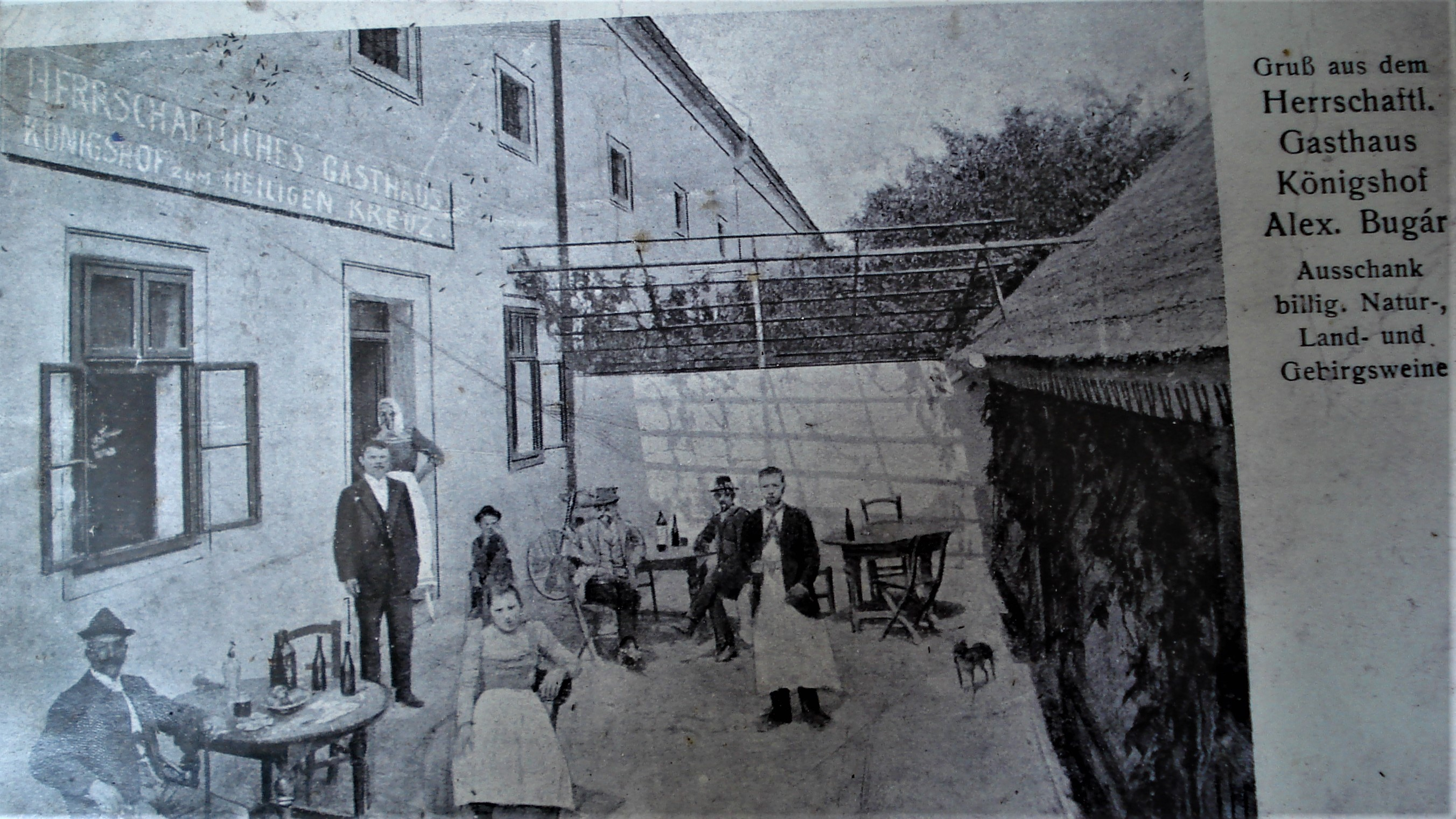
Gasthof der Herrschaft
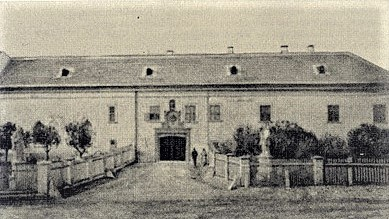
Verwaltungszentrum Schloss Königshof
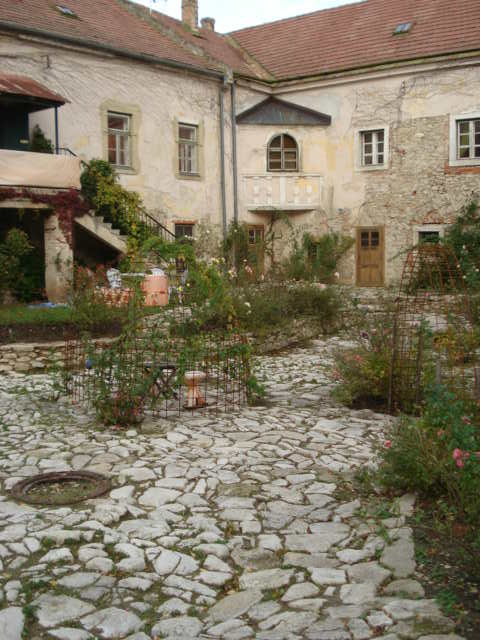
Hof mit barocker Pflasterung, Stiege, Altane
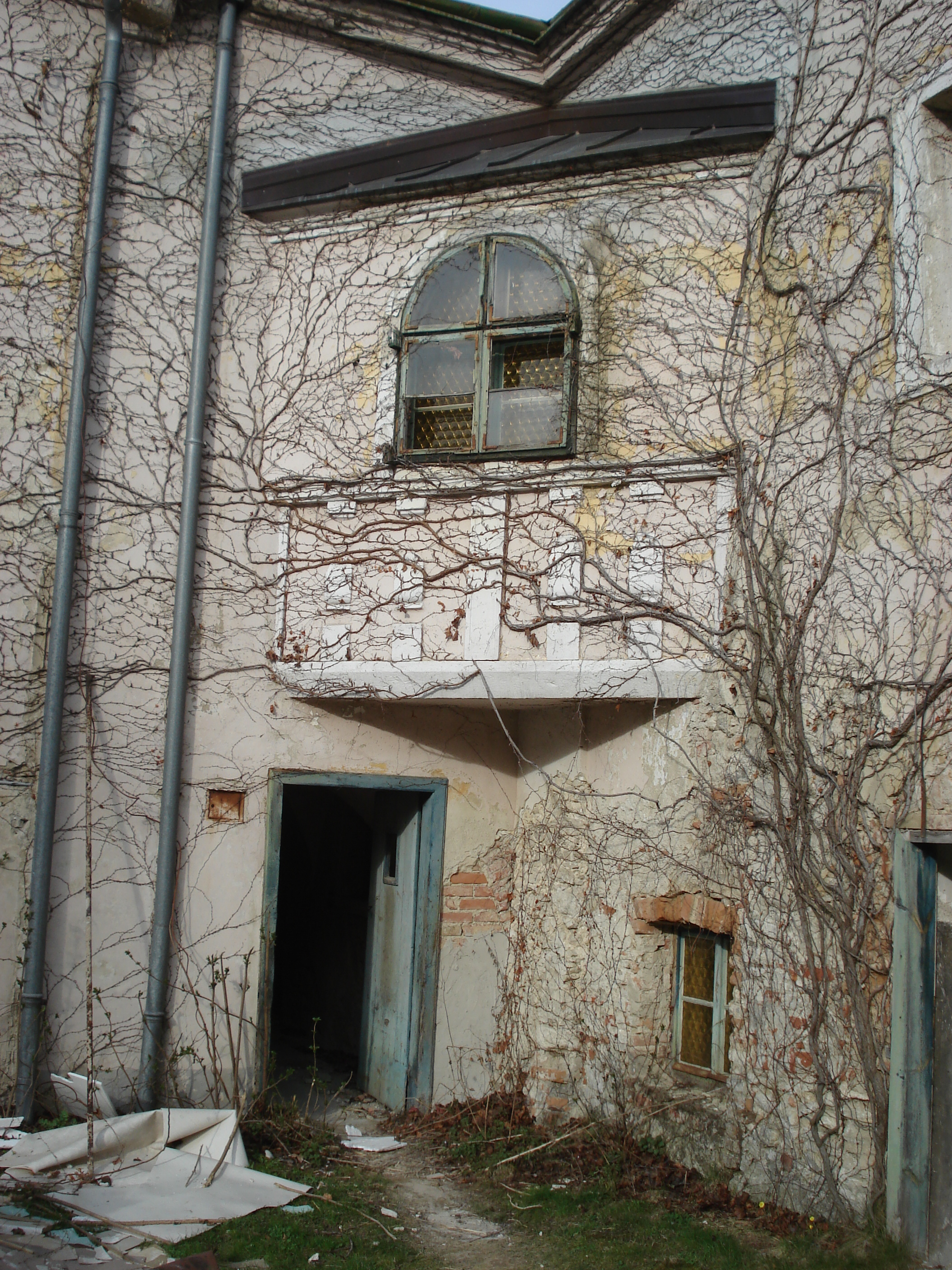
Kleine Altane
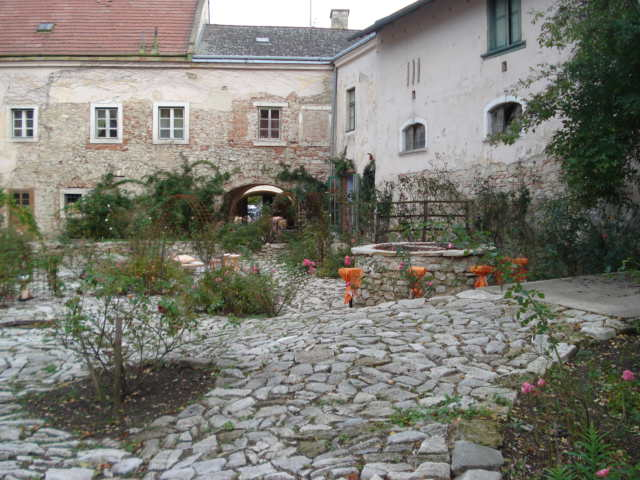
Innenhof mit alten Fahrtrillen, sehen und spüren
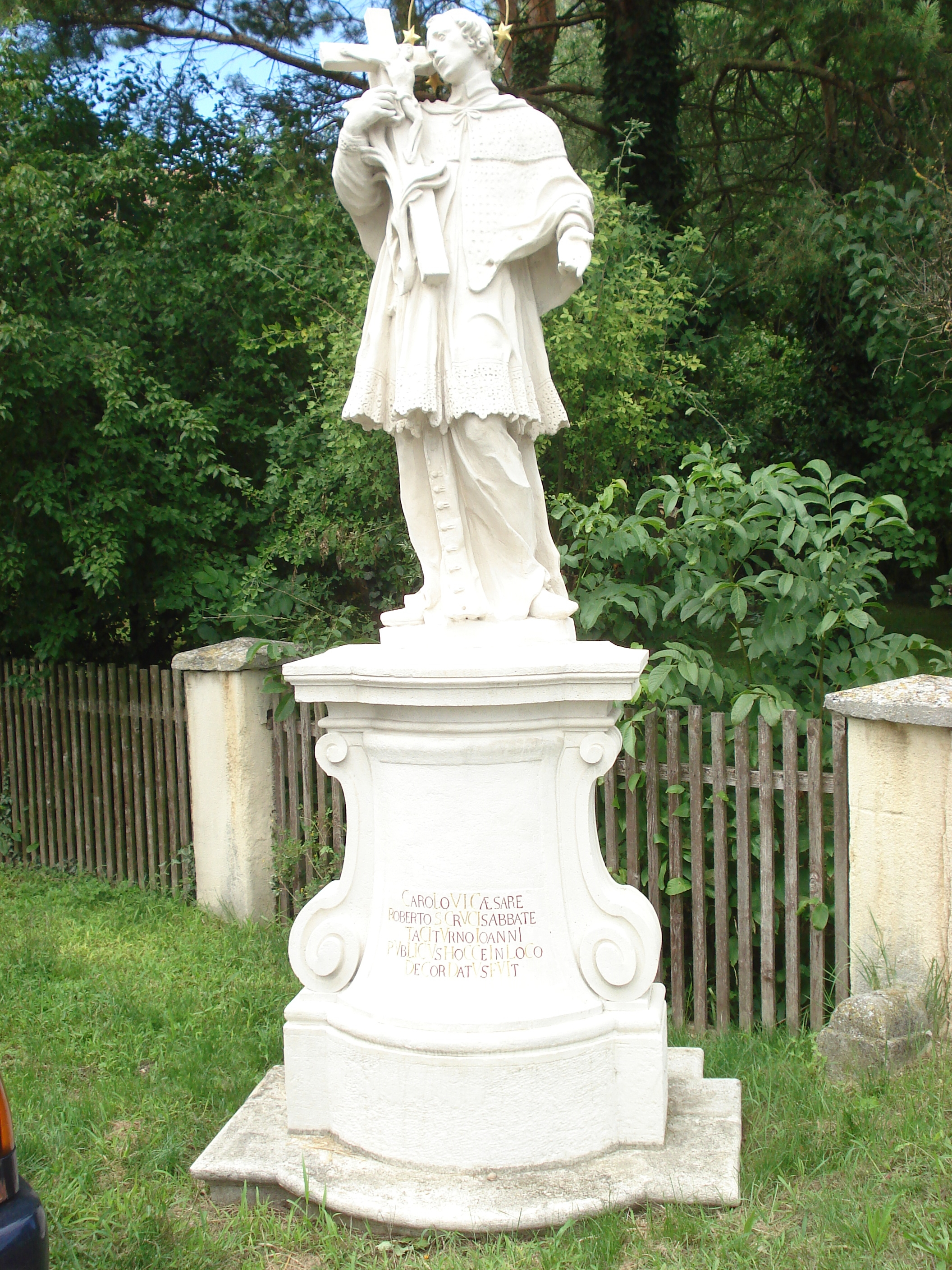
Hl. Johannes Nepomuk
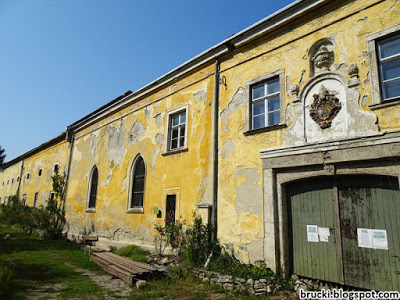
Fassadendetail, 4 Fenster der Kapelle von Elias Hügel 1745 eingebaut
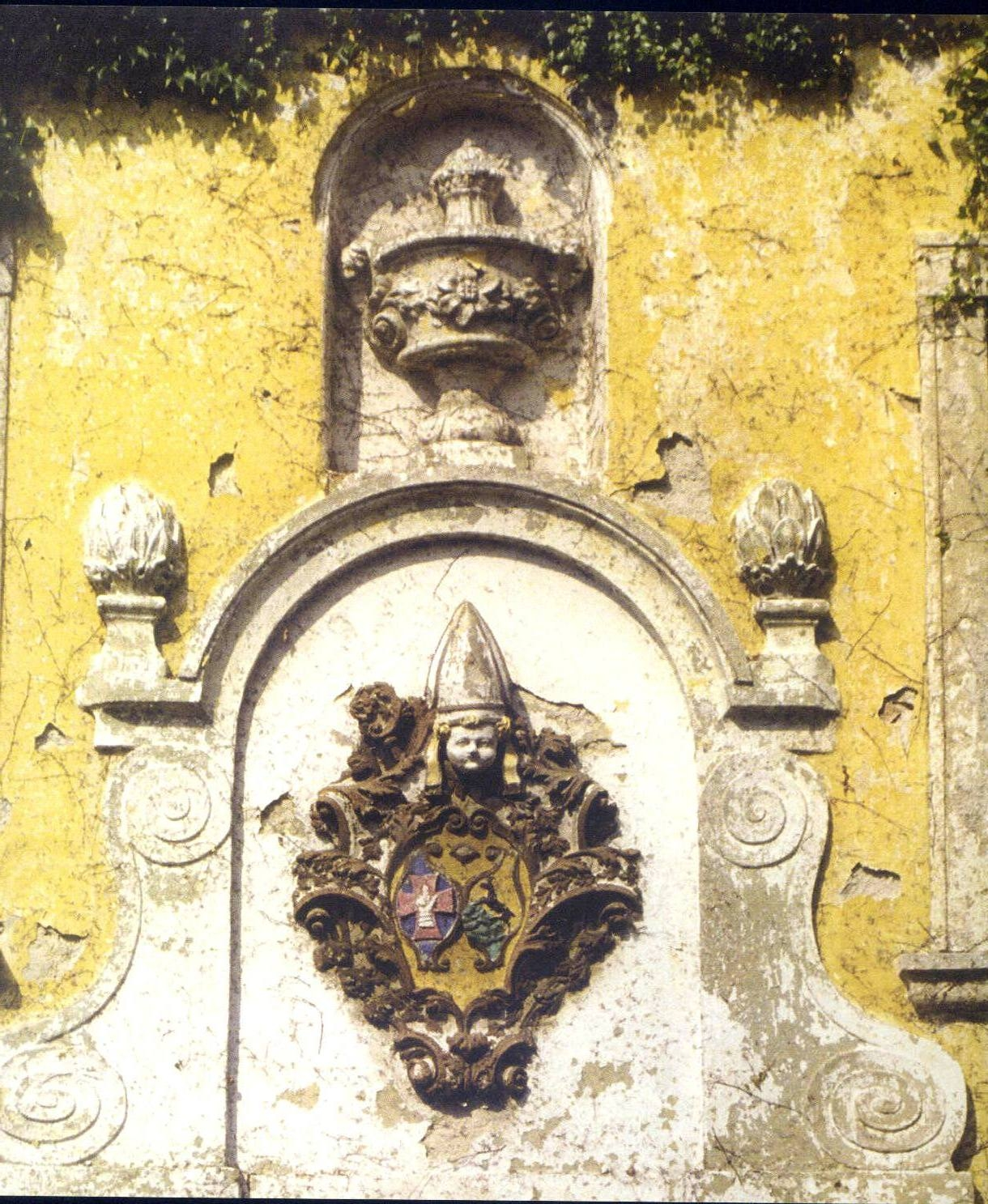
Wappen Abt Gerhard Weixelberger über dem Portal
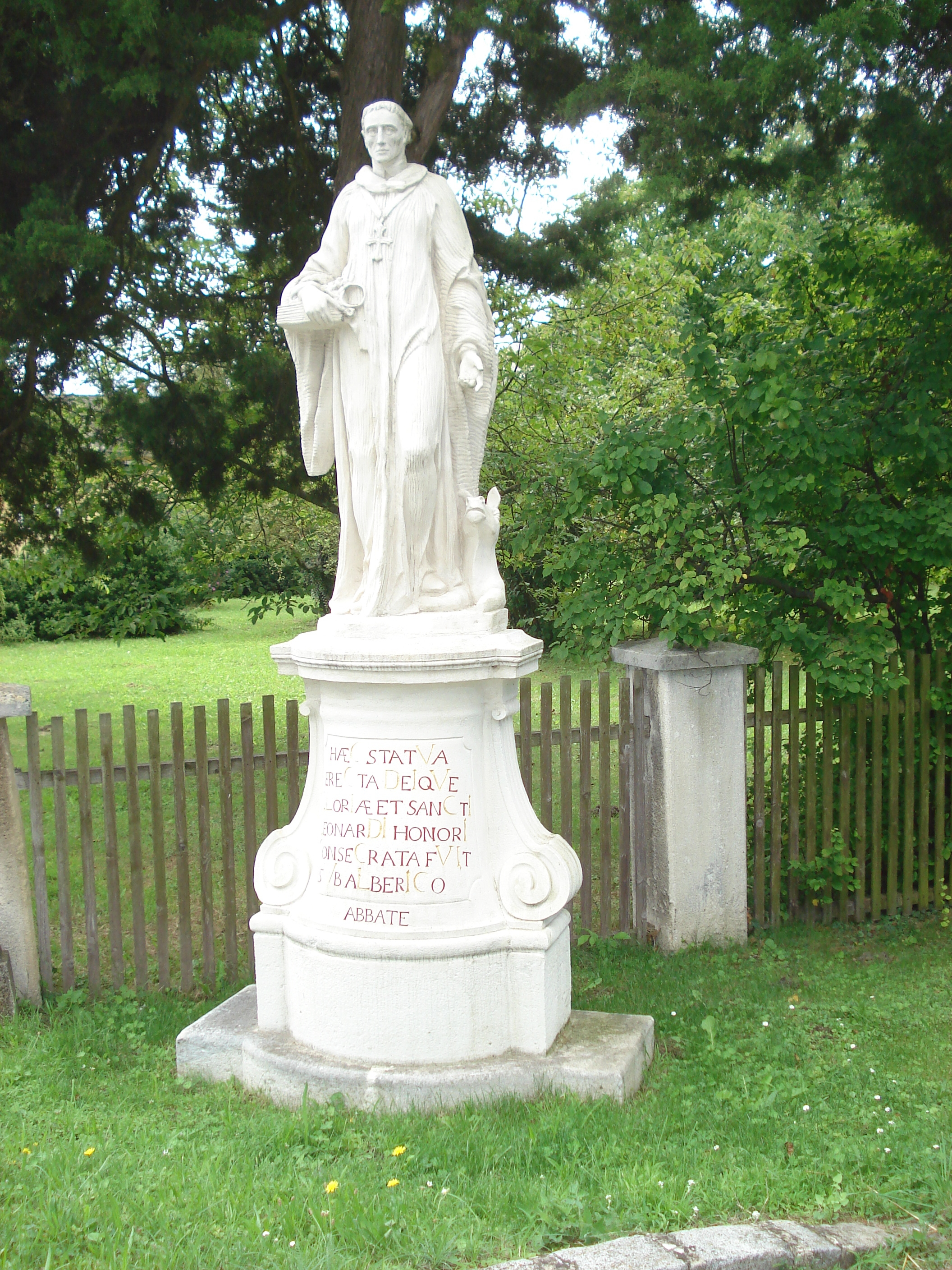
Hl. Bernhard von Clairvaux

Vom 1. Jänner 1601 bis 1912 befand sich im Schloss Königshof die herrschaftliche Verwaltung für die umliegenden Besitzungen des Stiftes Heiligenkreuz, der Verwalter handelte als Vertreter des Abtes. Die Namen sämtlicher Verwalter von 1. Jänner 1601 bis 7. Jänner 1913 sind im Stiftsarchiv dokumentiert.

### Ehrensäule für Elias Hügel 1740

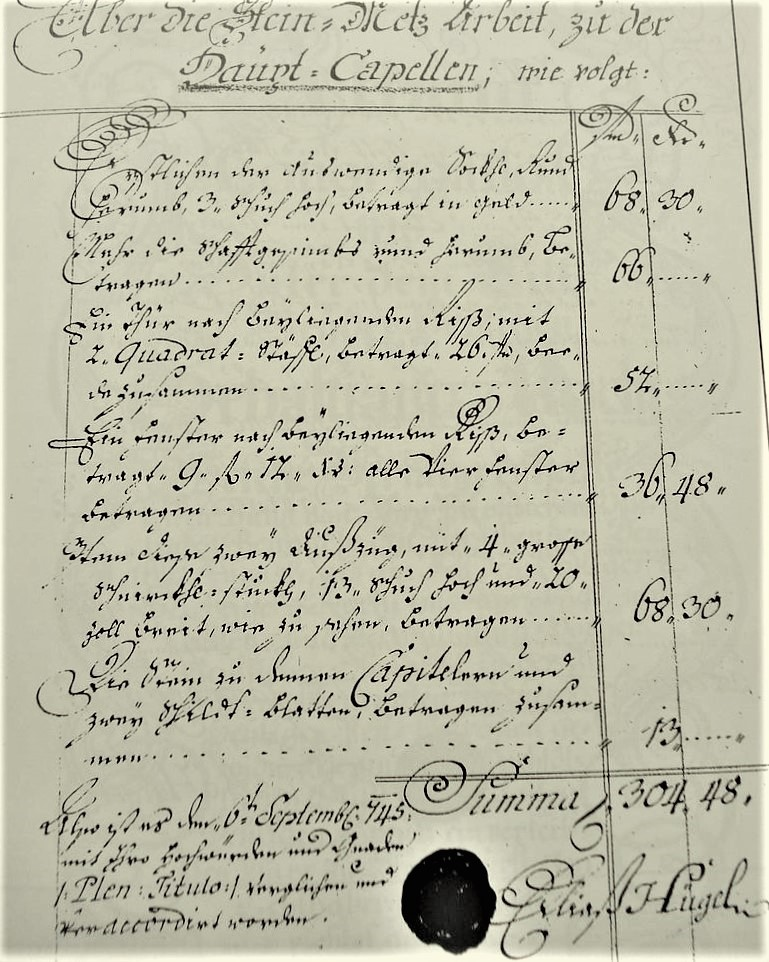
1745 Steinmetzarbeiten Schlosskapelle von Hügel eigenhändig geschrieben

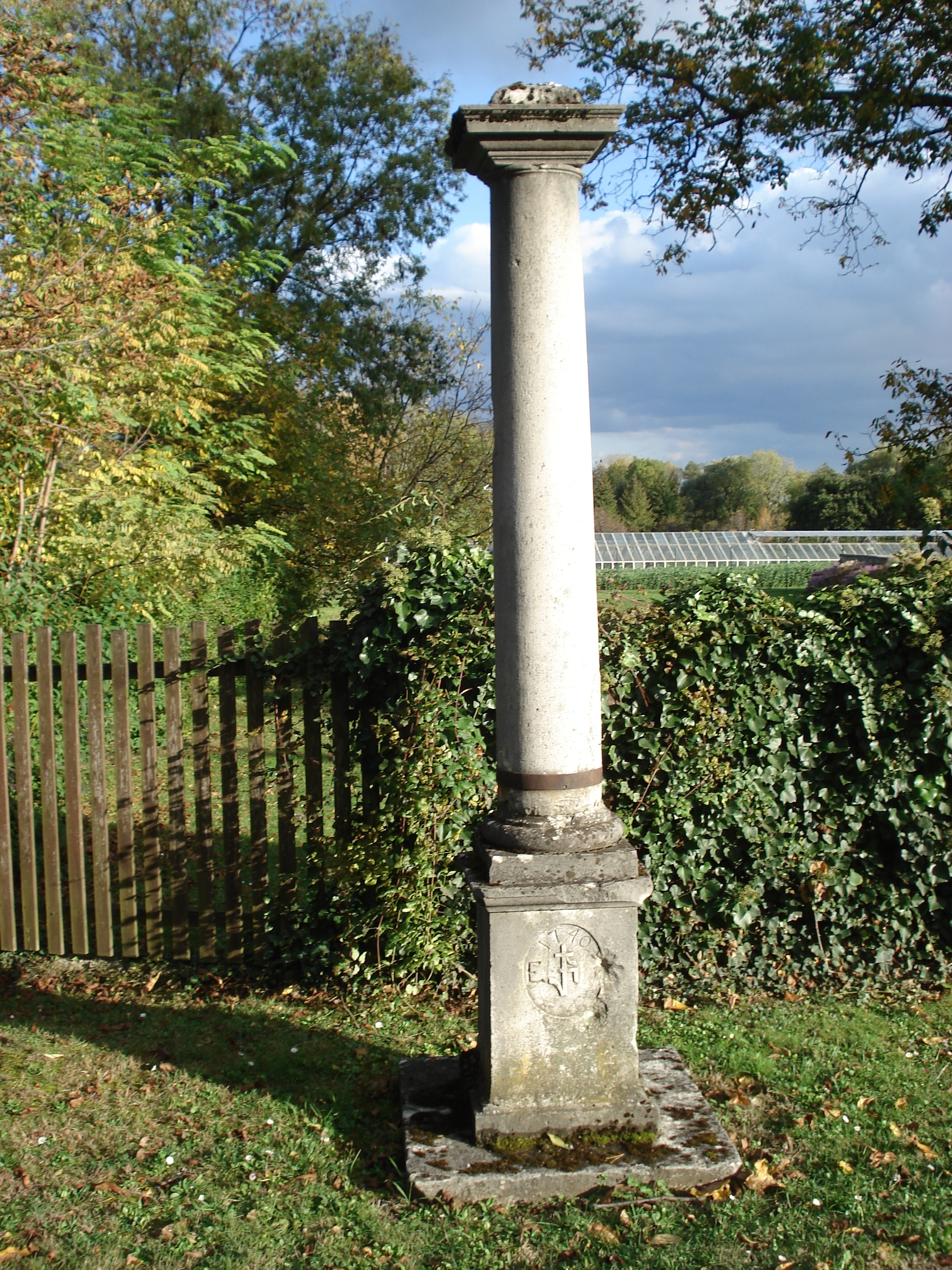
Ehrensäule
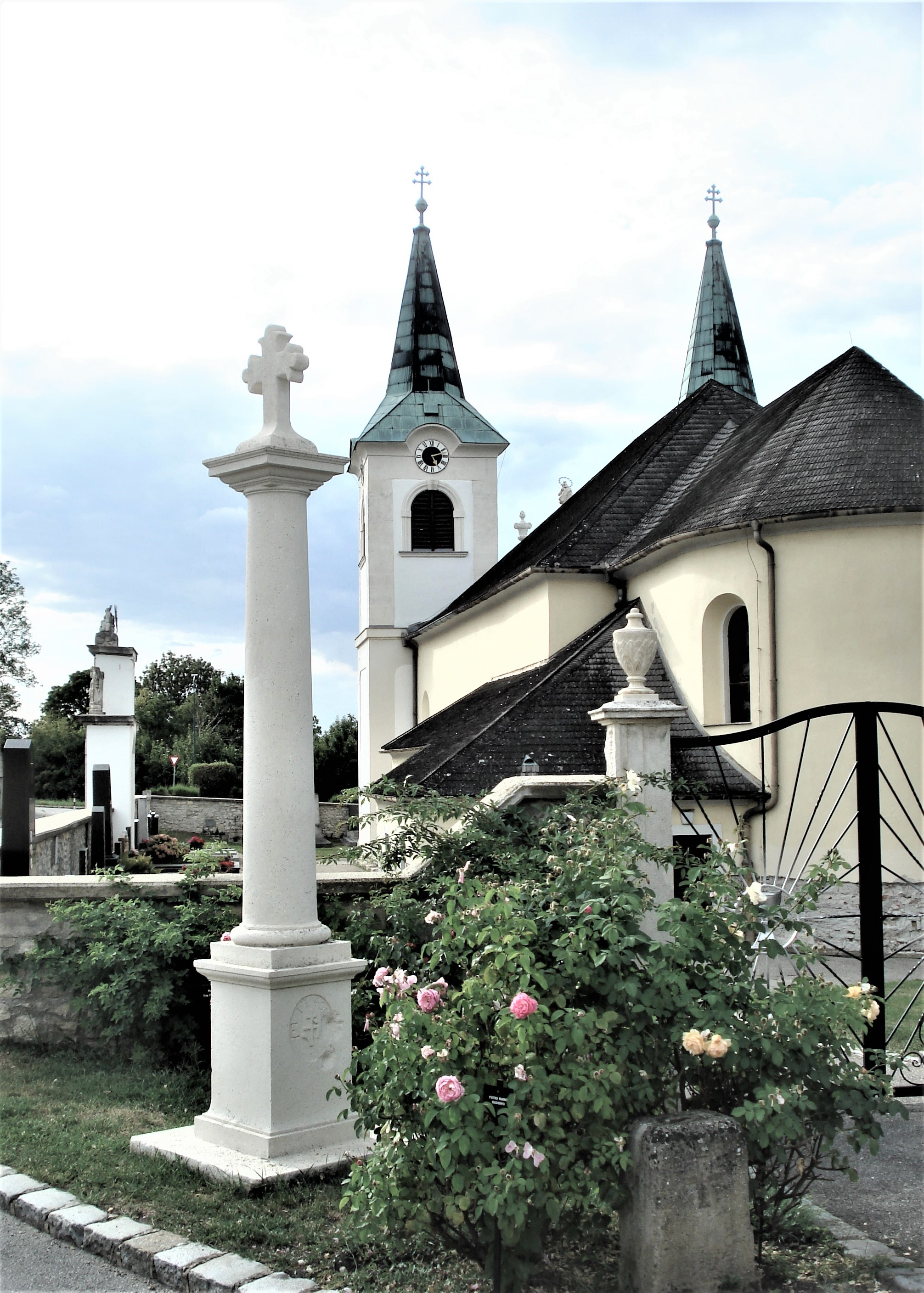
Seit 2016 in Kaisersteinbruch.

Nach dem Tod des herrschaftlichen Verwalters zu Königshof Pater Raymund Vitali am 13. September 1740 war die Kaisersteinbrucher Bruderschaft von einem schweren Druck befreit. Er handelte im Sinne eines Inquisitors und hatte Elias Hügel unehrenhaft als Richter abgesetzt. Johann Paul Schilck veranlasste als Zechmeister der Steinmetzhandwerkes die Errichtung einer Ehrensäule für Meister Elias Hügel. Durch die Kriegsereignisse, der Auflassung der Gemeinde Kaisersteinbruch, steht diese Säule nicht an ihrem ursprünglichen Platz im Bereich der Steinbrüche, sondern vor dem Schloss Königshof. Es ist nur mehr in Resten erhalten, nach einer vorhandenen Zeichnung wurde in Gemünden am Main, der Geburtsstadt Hügels, 1996 eine genaue Kopie aufgestellt.
- 2016 wurde die Säule auf dem Kirchenplatz in Kaisersteinbruch aufgestellt, Restaurator Klaus Wedenig Königshof.

### Neubau der Schlosskapelle
Hof-Steinmetzmeister Elias Hügel war auch der Steinmetz des Stiftes Heiligenkreuz. Beim Neubau der Haupt-Capelle in Königshof 1745 leitete er die Steinmetzarbeiten. Der auswendige Sockel, rundum 3 Schuh hoch, Gesims rundherum, eine Tür, vier Fenster, Stein zu denen Capitelern und zwei Schild-Platten.

## 1789 Errichtung einer Indigo-Fabrik
Der Gutshof mit den an der Leitha gelegenen Auen, Wiesen und Feldern sollte im Jahre 1789 an eine Interessengruppe zwecks Errichtung einer Fabrik verkauft werden. Und der noch verbleibende größere Teil des Besitzes, in der Hauptsache aus Wiesen, Wald und fruchtbarem Ackerboden bestehend, sollte an die Gemeinden Kaisersteinbruch und Winden aufgeteilt werden. Die Idee des Merkantilismus, das Streben nach Autarkie, ließ auch in Österreich und Ungarn viele Fabriken aus dem Boden wachsen. So entstand die erste Indigo-Fabrik unter den Grafen Rumpf, Kurzböck und Friedrich Kaut. Nachdem die Leitha-Auen bei Königshof als vorzüglicher Boden für die Indigopflanze erkannt worden war, traten die Unternehmer 1789 an Kaiser Joseph II. mit dem Ersuchen heran, vom Stift Heiligenkreuz das Gut Königshof für diese Zwecke zu fordern. Wozu der Kaiser umso eher bereit war, da er ohnehin beabsichtigte, das Kloster zu säkularisieren.
Am 31. Oktober 1789 erging an Abt Maximilian Mayla eine Allerhöchste Aufforderung um Bekanntgabe des Wertes der Herrschaft Königshof, da eine Erweiterung der Indigo-Kulturfabrik geplant sei. Der Abt machte darauf aufmerksam, dass Königshof als unentbehrlicher Mittelpunkt der Stiftsherrschaft in Ungarn, wo sämtliche administrativen Geschäfte durchgeführt werden, unmöglich abgetreten werden könne. An einen Verkauf wäre nur zu denken, wenn ihre Besitzungen in Wilfleinsdorf, Arbesthal, Höflein, Kaisersteinbruch und Winden miterworben würden. Die Besitzer erklärten sich bereit, alles abzulösen.
So wurde der Wert mit 336.000 Gulden 29 Schilling 28 Pfennig veranschlagt, wobei sich das Stift das Patronat über die Pfarreien und noch andere Freiheiten vorbehielt. Der Tod des Kaisers († 20. Februar 1790) änderte die Situation. Der Nachfolger Leopold II. beabsichtigte keine Eingriffe in die kirchlichen Angelegenheiten.

## Das Gut Königshof wurde 1903 mit der Gemeinde Kaisersteinbruch vereinigt

Der Königshof bei Wilfleinsdorf (links unten) und seine Lage im Verhältnis zum Militärlager von Bruckneudorf/Kaisersteinbruch um 1873 (Aufnahmeblatt der Landesaufnahme)

Der ungarische Staat verordnete, dass sich das flächenmäßig größere Gut Königshof, als Sitz der Herrschaft, mit der kleinen Gemeinde Kaisersteinbruch vereinigte. Im gleichen Jahr feierten die Zisterzienser die 700-jährige Herrschaft auf dem Gute Königshof im Beisein der Komitatsbehörden und des Besitzers der Nachbarschaft Graf Theodor Batthyány.

## Verkauf von Kaisersteinbruch an das Militär
Am 31. Oktober 1912 fanden die von Abt Gregor Pöck verantworteten Verkaufsverhandlungen ihren Abschluss und das „für ewige Zeiten“ geschenkte Gebiet der Steinbrüche wurde dem k.u.k. Kriegsministerium übergeben. Das Stift erhielt 3.500.000 Kronen und steirische Waldgebiete. Die Forderungen des Brucker Lagers nach mehr Übungsgelände waren erfüllt.

## Das Öde Kloster auf dem Truppenübungsplatz

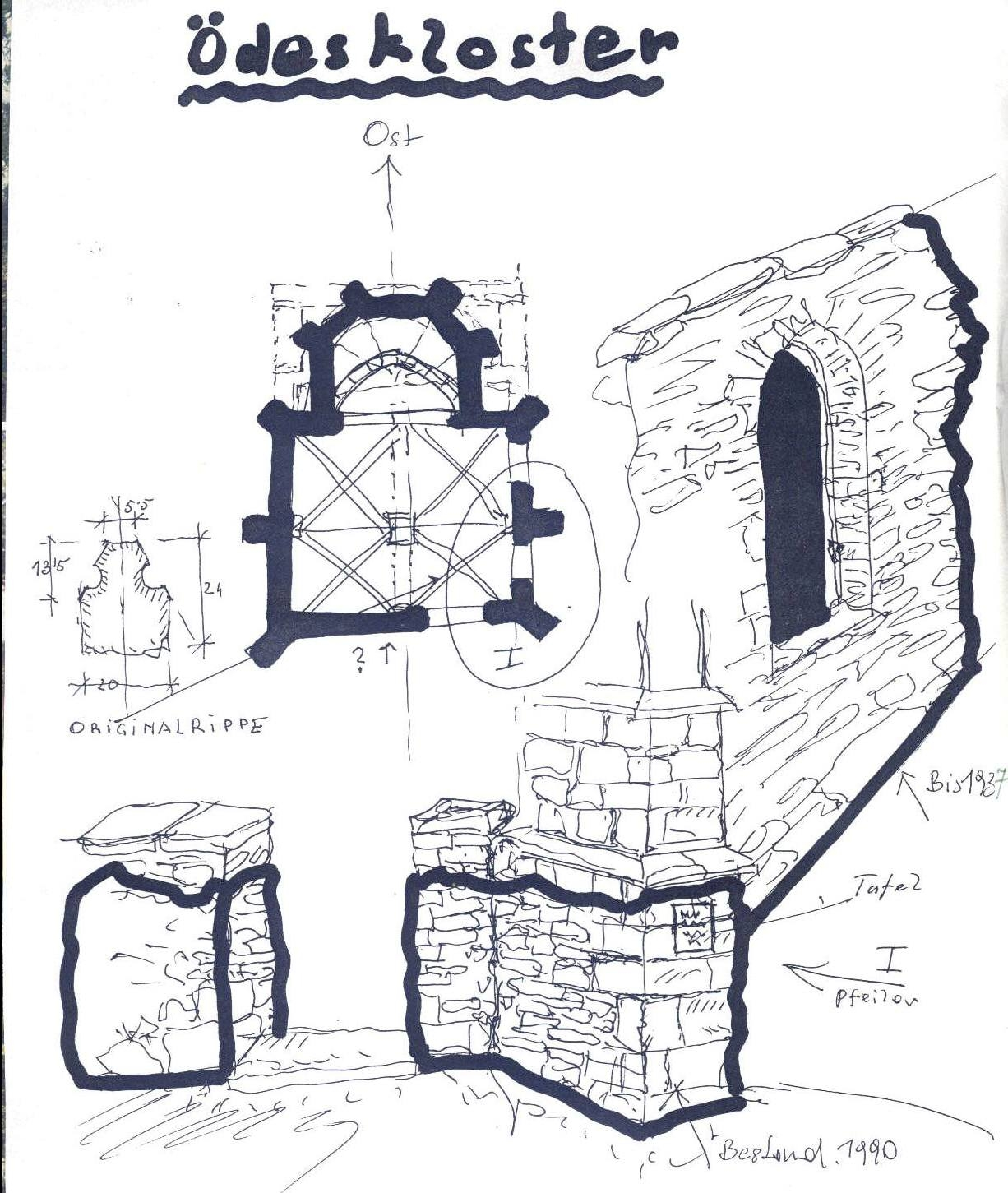
Reste vom Öden Kloster, Bestand 1990

Die stark nachgezogenen Linien auf der Skizze zeigen Mauerteile mit scharfen Kanten im Eingangsbereich als noch vorhandenen Bestand 1990. In diesem Bereich eine Hinweistafel anzubringen, wurde vom BM für Verteidigung aus militärischen Erwägungen abgelehnt. Jahre später erübrigte sich das, auch von diesen Restbeständen war nichts mehr zu erkennen.